# Oxytropis subnutans
Oxytropis subnutans là một loài thực vật có hoa trong họ Đậu. Loài này được (Jurtzev) Jurtzev miêu tả khoa học đầu tiên.